# Alloniscus salinarum
Alloniscus salinarum is een pissebed uit de familie Alloniscidae. De wetenschappelijke naam van de soort is voor het eerst geldig gepubliceerd in 1968 door Vandel.